# Erik Anderson Kärnekull
Erik Reinhold Anderson Kärnekull, född 1 augusti 1874 i Jönköping, död 1940, var en svensk ingenjör. Han var bror till Olof Kärnekull och far till Karl Kärnekull.
Kärnekull, som var son till skeppsklarerare Anders Andersson och Mathilda Reinholdsdotter, avlade studentexamen 1893 och avgångsexamen från Kungliga Tekniska högskolan 1898. Han var byggnadsingenjör vid landsvägs- och järnvägsbyggnader 1893–1904, vid Statens Järnvägar 1904–1906, verkställande direktör i Lidingö Trafik AB, disponent vid AB Lidingö Villastad, kontrollingenjör vid Lidingöbanans byggnad 1906–1915, arbetschef vid Ostkustbanan och statens järnvägsbyggnader 1915–1918, verkställande direktör vid Engelsberg–Norbergs Järnväg, disponent vid Avesta Järnverk, styrelseledamot i bland annat bruks- och gruvbolag 1918–1926, verkställande direktör och trafikchef, ban- och maskiningenjör vid Stockholm–Nynäs Järnväg samt hamnchef i Nynäshamn från 1926. Han var även verkställande direktör i Motorvagns AB i Nynäshamn och AB Nynäshamns skeppsmäkleri- och speditionskontor, auktoriserad skeppsklarerare i Nynäshamn, styrelseledamot i Ångfartygs AB Gotland och kronans ombud i trafikförvaltningen Slite-Klintehamn 1929–1932. Han var ordförande i byggnadsnämnden, vice ordförande i kyrko- och skolrådet, ledamot i taxeringsnämnden, kommunalnämnden och -fullmäktige i Lidingö köping 1907–1915 och ledamot av kyrkorådet i Ösmo församling 1928–1932. Han företog utrikes resor för studier av villastäder och förortstrafik, järnvägsmotorfordon, pontonbroar, ångfärjetrafik samt Nordsjö- och Östersjöhamnar.